# Pokol na Hiosu
Pokol na Hiosu (v grščini: Η σφαγή της Χίου, grška izgovorjava: [i sfaˈʝi tis ˈçi.u]) je bil poboj več deset tisoč Grkov s strani osmanskih čet med grško vojno za neodvisnost leta 1822 na otoku Hios. Grki s sosednjih otokov so prispeli na Hios in spodbudili domačine, naj se pridružijo njihovemu uporu. V odgovor so osmanske čete pristale na otoku in pobile na tisoče. Poboj kristjanov je povzročil mednarodno ogorčenje in povzročil večjo podporo grški stvari po vsem svetu.

## Ozadje
Trgovci in lastniki ladij na Hiosu so bili več kot 2000 let pomembni v trgovini in diplomaciji po vsem Črnem morju, Egejskem in Sredozemskem morju. Osmansko cesarstvo je Hiosu omogočilo skoraj popoln nadzor nad lastnimi posli, saj sta jim trgovina z domačini in zelo cenjena rastlina mastika, pridelana samo na Hiosu, zelo koristila. Svetovljanski Hiosčani so bili zelo vidni tudi v Konstantinoplu. Po poboju pa otok ni nikoli več pridobil komercialne veljave.
Otoški vladajoči sloji se niso želeli pridružiti grškemu uporu, saj so se bali izgube varnosti in blaginje. Poleg tega so se zavedali, da se nahajajo preveč blizu turškega središča v Anatoliji, da bi bili varni. Na nekaterih točkah je Hios oddaljen le 6,7 kilometra od anatolske celine.

## Pokol
Marca 1822, ko je grški upor zbral moč na celini, je na Hiosu pristalo več sto oboroženih Grkov s sosednjega otoka Samos. Napadli so Turke, ki so se umaknili v citadelo. Tudi mnogi otočani so se odločili, da se pridružijo revoluciji. Vendar velika večina prebivalstva po mnenju vseh ni storila ničesar, da bi izzvala represalije in se ni pridružila drugim Grkom v njihovem uporu proti Osmanskemu cesarstvu.
Okrepitve v obliki turške flote pod vodstvom kapudan paše Nasuhzade Ali paše so prispele na otok v četrtek, 30. marca (julijanski) / 11. aprila (gregorijanski) 1822. Mesto so hitro oropali in oropali. 31. marca / 12. aprila je bil izdan ukaz, da se mesto zažge, v naslednjih štirih mesecih pa je prispelo približno 40.000 turških vojakov. Poleg zažiganja so vojaki ukazali ubiti vse dojenčke, mlajše od treh let, vse moške, stare 12 let in več, ter vse ženske, stare 40 let in več, razen tistih, ki so bile pripravljene sprejeti islam.
Približno tri četrtine 120.000 prebivalcev je bilo ubitih, zasužnjenih ali umrlo zaradi bolezni. Ocenjuje se, da je na otoku ostalo 2000 ljudi, potem ko je 21.000 uspelo pobegniti, 52.000 je bilo zasužnjenih in 52.000 pokončanih. Preživeli so se  razkropili po Evropi in postali del Hiosenske diaspore. Drugi vir pravi, da je bilo približno 20.000 Hiosčanov pobitih ali izstradanih. Nekatere mlade Grke, zasužnjene med pobojem, so sprejeli bogati Osmani in jih spreobrnili v islam. Nekateri so se v Osmanskem cesarstvu dvignili do pomembnih položajev, na primer Georgios Stravelakis (pozneje preimenovan v Mustafa Haznadar) in Ibrahim Edhem paša.
Ko so poročali o dogodkih v Evropi, je francoski slikar Eugène Delacroix ustvaril sliko, ki prikazuje dogodke, ki so se zgodili; njegovo sliko so poimenovali Scène des massacres de Scio (Prizor masovnega poboja na Hiosu).
Osnutek te slike, ki jo je v njegovem laboratoriju pod nadzorom Delacroixa ustvaril eden od njegovih študentov, je na ogled v Atenskem vojnem muzeju. Leta 2009 je bila kopija slike razstavljena v lokalnem bizantinskem muzeju na Hiosu. Iz muzeja so jo novembra 2009 umaknili v »dobronamerni pobudi« za izboljšanje grško-turških odnosov. Vendar je grški tisk protestiral proti njeni odstranitvi. Kopija je zdaj na ogled v muzeju.
- Georgios Stravelakis, preživeli v pokolu, je bil prodan v suženjstvo.[15] Sčasoma je postal premier v Tunisu, od 1837 do 1873.[16]
- Ostanki človeških kosti pokola v mestu Nea Moni na Hiosu.
- Zemljevid Hiosa

## Neodvisnost otoka
Ko je po podpisu Londonske pogodbe 6. junija 1827 postalo jasno, da Hios ne bi smel pripadati ozemlju neodvisne Grčije, je bil poskus izkoriščanja dobre volje evropskih sil in jim predstavljen boj. Begunci so se odločili financirati ekspedicijo, da bi »povrnili« otok. Poveljstvo je bilo zaupano polkovniku Charlesu Nicolasu Fabvierju. Na Syrosu je bil ustanovljen odbor, ki so ga sestavljali Hiosščani za upravljanje sredstev in usklajevanje akcije z novimi demogeroni, ki so vladali otoku. Ni jasno, ali je takrat grška vlada projekt podprla. Dejstvo je, da se je kasnejša vlada Ioannisa Kapodistriasa akcije ni podprla. Poskus ni uspel. Ekspedicijsko silo so sestavljali pallikaresi, nepravi vojaki, ki jim je Fabvier zaupal. Ni jim mogel preprečiti, da bi plenili zahodna veleposlaništva ali grške hiše. Izplačilo plač je pogosto zamujalo. Grške ladje niso mogle preprečiti, da bi osmanske čete pristale. Vendar so flote zahodnih sil že s svojo prisotnostjo preprečile nov poboj iz leta 1822. Konec novembra 1827 je po bitki pri Navarinu ekspedicijska sila oblegala in zbombardirala grad Chora.
Grčija je postala neodvisna leta 1830, vendar se je Hios z matično državo združil šele leta 1912.